# Eve de Clavering
Eve de Clavering (auch Eve of Clavering) († 20. September 1369) war eine englische Adlige.
Eve war die einzige Tochter von John FitzRobert, des späteren John de Clavering, 2. Baron de Clavering, und von dessen Frau Hawise de Tibetot, einer Tochter von Robert de Tibetot. Als einziges Kind war sie die Erbin der Besitzungen ihres Vaters. Als Kind wurde sie mit dem jungen Thomas Audley, dem ältesten Sohn von Nicholas Audley, 1. Baron Audley of Heleigh verheiratet. Ihr Mann starb bereits zwischen dem 8. Juli und 14. Dezember 1307. Als Wittum erhielt sie von den Besitzungen der Audleys zur lebenslangen Nutzung das Gut von Audley und ein Drittel von Endon in Staffordshire. In zweiter Ehe heiratete sie vor dem 2. Dezember 1308 Sir Thomas de Ufford, einen jüngeren Sohn von Robert of Ufford und von dessen zweiten Frau Joan. Mit ihm hatte sie mehrere Kinder. Thomas de Ufford fiel am 24. Juni 1314 in der Schlacht von Bannockburn. Nach dem Tod ihres zweiten Mannes hatte sie ein langjähriges Verhältnis mit Sir James Audley aus Stratton Audley. James Audley war ein Cousin ihres ersten Ehemanns Thomas Audley, so dass sie James nach dem damaligen Recht nicht heiraten durfte. Wohl nach dem Tod von James Audley 1334 heiratete sie in dritter Ehe vor 1342 Robert de Benhale, 1. Baron Benhale († um 1404). Ihre erste Ehe war kinderlos geblieben. Mit ihrem zweiten Mann Thomas de Ufford hatte sie mehrere Kinder. Aus ihrem Verhältnis mit James Audley hatte sie mindestens zwei Söhne:
- Sir Peter Audley († 1359)
- Sir James Audley († 1369)

Ihre dritte Ehe mit Robert de Benhale blieb kinderlos. Sie wurde in Langley Abbey in Norfolk, wo auch ihre drei Ehemänner beigesetzt wurden, begraben.